# Proteinopati
Proteinfejlfoldnings-sygdom, proteinopati eller proteopati (eng. protein misfolding disease, PMD, eller protein conformational disorder, PCD) er en klasse af sygdomme, hvor proteiner bliver strukturelt ændret fra det normale for derved at forstyrre, hæmme eller afspore de normale funktioner i celler, væv og organer.
Proteinopatierne omfatter neurodegenerative sygdomme, bl.a. Alzheimers sygdom, Parkinsons sygdom, multipel systematrofi, polyQ-sygdomme bl.a. Huntingtons sygdom og andre polytrinukleotid-sygdomme, som Creutzfeldt-Jakobs sygdom og andre prionsygdomme, amyloidose og en lang række andre lidelser, se liste.

## Den biokemiske mekanisme
Når proteiner ikke folder til deres normale konfiguration, mister de deres normale funktion, og hvis de ikke efterfølgende nedbrydes men oplagres, blive de giftige.
I næsten alle kendte tilfælde er den sygdomsfremkaldende molekylære ændring en øgning af et proteins beta-sheets. I nogle proteinopatier har det sygdomsfremkaldende protein vist sig at folde til flere 3-dimensionelle former; disse variante strukturer kan have forskellige konformationer med patogene egenskaber, som er blevet mest grundigt undersøgt med hensyn til prionsygdommene.
Alzheimers sygdom og andre lidelser er karakteriseret ved akkumulering af tau-proteinet i fibrillære aggregater og betegnes som en tauopati. I den aldrende hjerne kan flere proteopatier overlappe hinanden. For eksempel, ud over tauopati og Aβ-amyloidose (som eksisterer sideløbende som patologiske nøgletræk ved Alzheimers sygdom), har mange Alzheimerpatienter samtidig synucleinopati (Lewy-legemer) i hjernen.
Sandsynligheden for, at proteinopati vil udvikle sig, øges af visse risikofaktorer, der fremmer selvsamlingen af proteinmolekyler. Disse omfatter mutationer der destabiliserer proteinets primære aminosyresekvens, jf. polyQ-sygdomme. Andre risikofaktorer er post-translationelle modifikationer som hyperphosphorylering og en stigning i produktionen af et protein eller et fald i dets clearance.
De mest undersøgte proteiner, der kan danne sygdomsfremkaldende aggregater er følgende:
- serum amyloid A, SAA (serum amyloid A)[6][7]Vs. Science 2022]</ref>
- prion protein, PP[8]
- serum amyloid A, SAA (serum amyloid A)[6][7]
- synuclein, alpha-synuclein[9]
- tau-protein [6][10]
- TDP-43, TAR DNA-binding protein 43 [11]

Mange andre proteiner kan undergå de strukturelle ændringer, som medfører sygdomsfremkaldende aggregater, se  List of proteinopathies.